# Піві-малюк вільховий
Піві-малюк вільховий (Empidonax alnorum) — вид горобцеподібних птахів родини тиранових (Tyrannidae). Гніздиться на півночі Північної Америки, зимує в Південній Америці.

## Опис

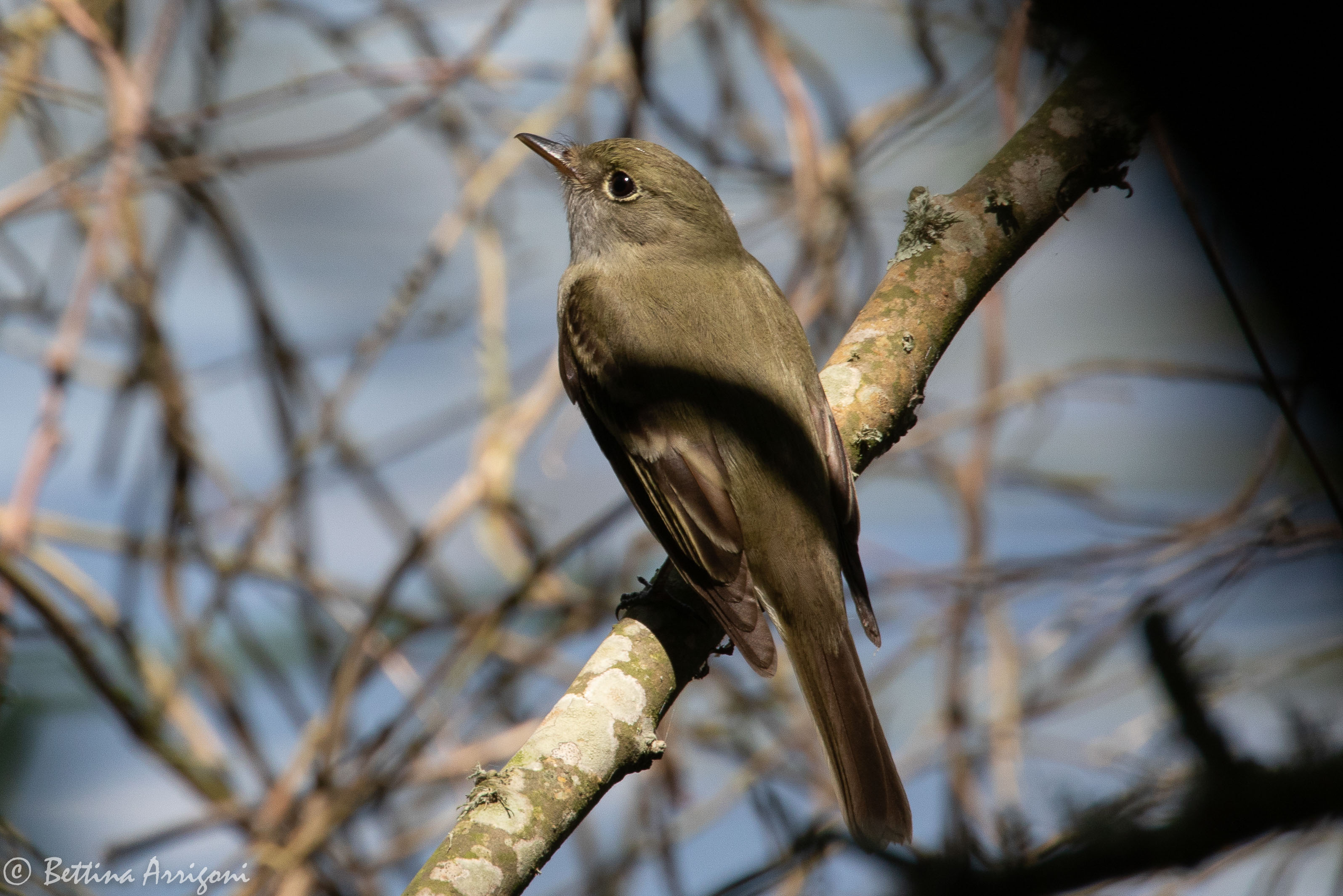
Вільховий піві-малюк (Техас)

Довжина птаха становить 13-17 см, вага 12-14 г. Верхня частина тіла зеленувато-оливкова, тім'я дещо темніше. Горла білувате, груди оливково0сірі. Крила чорнуваті з білими смужками, третьорядні махові пера мають білі края. Дзьоб широкий, зверху чорний, знижу жовтувато-оранжевий. Навколо очей тонкі білі кільця. У молодих птахів верхня частина тіла коричнювата, нижня частина тіла жовта, крила охристі.

## Поширення і екологія
Вільхові піві-малюки гніздяться на більшій території Канади і Аляски, а також на північному сході Сполучених Штатів Америки, в регіоні Великих озер та в Аппалачах. Взимку вони мігрують на захід Південній Америці. Вільхові піві-малюки живуть у вологих долинах, в заростях вільхи, клену і берези, на висоті до 1300 м над рівнем моря. Вони зимують на узліссях тропічних лісів, поблизу води, на висоті до 1100 м над рівнем моря

## Поведінка
Вільхові піві-малюки живляться комахами та іншими дрібними безхребетними, на яких вони чатують серед рослинності або яких шукають серед листя. Взимку вони доповнюють свій раціон ягодами і насінням. Гніздо має чашоподібну форму, робиться зі стебел, сухої трави, кори і гілочок, встелюється пухом і м'якими рослинними волокнами. В кладці 3-4 кремово-білих або охристих яєць, поцяткованих темними плямками. Інкубаційний період триває 12-14 днів. Пташенята покидають гніздо через 13-14 днів після вилуплення, однак батьки продовжують піклуватися про них ще деякий час. Насиджує лише самиця, за пташенятами доглядають і самиці, і самці.